# Lié
Der Lié ist ein Fluss in Frankreich, der in der Region Bretagne verläuft. Er entspringt im Gemeindegebiet von L’Hermitage-Lorge, entwässert generell in südöstlicher Richtung und mündet nach rund 61 Kilometern unterhalb von Les Forges als linker Nebenfluss in den Oust. Dieser bildet hier einen Teil des Canal de Nantes à Brest, der im Mündungsabschnitt jedoch in einem getrennten Schleusenkanal verläuft.
Auf seinem Weg durchquert der Lié die Départements Côtes-d’Armor und Morbihan.

## Orte am Fluss
(Reihenfolge in Fließrichtung) 
- Plœuc-sur-Lié
- Plouguenast
- La Prénessaye
- La Chèze
- Saint-Étienne-du-Gué-de-l’Isle
- Bréhan
- Les Forges